# Sân bay Pushkin
Sân bay Pushkin (ICAO: ULLP) là một sân bay ở tỉnh Leningrad, Nga cách Sankt-Peterburg 28 km về phía nam. Sân bay này phục vụ các tàu bay nhỏ. Đây là nơi có trung đoàn 147 OVZ RZB bay trực thăng Mi-8 và có các loại tàu bay Il-18, Il-22, và Il-38.